# Distretto di Çamoluk
Il distretto di Çamoluk (in turco Çamoluk ilçesi) è uno dei distretti della provincia di Giresun, in Turchia.